# Бурич, Дамир
Дамир Бурич (хорв. Damir Burić; 7 июля 1964, Сплит) — хорватский футболист, полузащитник, а также футбольный тренер.

## Карьера игрока
В 1988 году Бурич перебрался в Бундеслигу в клуб «Вальдхоф» из первенства Югославии. За свою карьеру в Германии он выступал также за «Ингольштадт 1881», «Фрайбург» и «Боруссию» Мёнхенгладбах. Всего в Бундеслиге он провёл 121 матч и забил 8 голов, во второй Бундеслиге — 70 матчей и 3 гола.

## Тренерская карьера
В 2001 году Бурич начал свою тренерскую карьеру в молодёжной команде «Фрайбурга», а с 2004 года стал ассистентом во второй команде, выступавшей в юго-западной Регионаллиге. С 2005 года он становится одновременно и ассистентом главного тренера основного состава «Фрайбурга», поскольку успешно завершил обучение по программе футбольного тренера в спортивном университете Кёльна. В 2007 году начал совместную работу с Робином Дуттом. В сезоне 2011/12 перешёл на работу в леверкузенский «Байер», но 1 апреля 2012 вместе с остальным штабом был отправлен в отставку.
28 мая 2013 года Дутт возглавил бременский «Вердер», и Бурич, как член его тренерского штаба, также приступил к работе вновь в качестве ассистента тренера основной команды.

## Личная жизнь
Женат, отец двоих сыновей Ренцо и Дино.